# Ordynat
Ordynat era o título nobiliárquico do principal herdeiro da "ordynacja" (propriedade rural) na República das Duas Nações. De acordo com as regras da ordynacja, que se tornou um estatuto aprovado pela Sejm, a propriedade não poderia ser dividida entre os herdeiros mas herdada em sua totalidade pelo filho mais velho. Descendentes do sexo feminino eram excluídas da herança e no caso de não haver descendentes do sexo masculino, a propriedade era dada ao primo mais próximo do sub-ramo da família. A propriedade que fizesse parte de uma ordynacja não poderia ser vendida ou hipotecada. Ordynacja era semelhante à lei portuguesa dos morgadios, da francesa do majorat ou da inglesa fee tail (ou 'entail').
Ordynacja foi introduzida no final do século XVI pelo rei Stefan Batory. Muitas fortunas de magnatas poloneses eram baseadas na ordynacja, dentre eles estavam os Radziwiłłs, os Zamoyscys, os Czartoryscys, os Potoccys e os  Lubomirscy. Ordynacja foi abolida pela reforma agricultural na República do Povo da Polônia.